# Nasr av Granada
Nasr av Granada, död 1322, var sultan av Granada 1309-1314.